# Inger Jägerhorn
Inger Kerstin Elisabeth Jägerhorn, född 19 mars 1938 i Helsingfors, är en finländsk journalist.
Jägerhorn blev ekonomie magister 1972. Hon var chefredaktör för Forum för ekonomi och teknik 1973–1978, innehade 1978–1982 informationschefsbefattningar i det nordiska samarbetet och arbetade 1982–1986 som biträdande chefredaktör och chef för ekonomiredaktionen vid  Hufvudstadsbladet, där hon senare har verkat som kolumnist. Hon kom 1987 som ledarskribent till Dagens Nyheter i Stockholm, där hon avslutade sin karriär som utrikeschef.
Hon utgav 1987 boken Finlands näringsliv.